# Commune fusionnée de Langenlonsheim
La Commune fusionnée Langenlonsheim est une municipalité allemande située dans le land de Rhénanie-Palatinat et l'Arrondissement de Bad Kreuznach.